# Даугавпилсская ГЭС
Да́угавпилсская ГЭС (латыш. Daugavpils HES) — гидроэлектростанция, строившаяся в городе Даугавпилсе (Латвийская ССР), на восточной окраине города в Ругелях в 1979—1987 годах, не реализованная часть каскада Даугавских ГЭС.

## История строительства

Первый ковш из котлована Даугавпилсской ГЭС 10 июля 1979 года вынимает лучший экскаваторщик Николай Чабалда.

Замеры и изучение ландшафта долины Даугавы начались в 1968 году. Первый проект станции разработан институтом Гидропроект в 1974 году. Высота плотины по проекту составляла 20 метров, длина предполагаемого водохранилища — 200 км на территории Латвийской ССР и Белорусской ССР.  Моря как такового не планировалось: высокие берега позволяли оставить реку практически в её русле, с сооружением защитных дамб. Уже в районе Краславы никакого затопления земли не предусматривалось. Планировавшаяся мощность электростанции — 300 МВт, срок окупаемости — 8 лет.
Строительство велось с 1979 по 1987 годы. Строилась производственная база, бетонный завод, подъездная дорога, железная дорога. Заложен посёлок гидростроителей Ругели, в январе 1981 года посёлок присоединён к городу. Строительные работы на ГЭС начались в июне 1979 года, начали копать котлован под плотину ГЭС, к 1987 году выполнен большой объём работ, вырубка лесов в ложе водохранилища, закрыт гражданский аэропорт Даугавпилс, перенос дачных поселков, перенос кладбищ из затопляемой зоны, подготовлен огороженный дамбой котлован для сооружения плотины. Из котлована было вынуто 3,9 млн кубометров грунта, из местных материалов заложено 2,3 млн кубометров дамб и насыпей.  В отличие от строительства других ГЭС, на которых первые рабочие размещались во времянках и бараках, на Даугавпилсской ГЭС их сразу заселяли в построенное заблаговременно благоустроенное жильё: общежития и отдельные квартиры.
В 1986 году журналист Дайнис Иванс через газету «Литература ун Максла» обратился с призывом остановить строительство ГЭС, не дать затопить заповедную красивую долину реки, сохранить редкие растения и животных в долине. Началось общественное движение против строительства ГЭС. Состоялось в 1987 году выездное заседание Научного совета по проблемам биосферы АН СССР, посвященное экономическим и социологическим последствиям строительства ГЭС. В итоге 5 ноября 1987 года Совет Министров СССР принял решение о прекращении строительства ГЭС, реализованного к тому моменту на две трети. 
После остановки откачивающих насосов в котловане ГЭС со временем образовался водоём, популярный у горожан как место отдыха и купания. Ныне о стройке напоминает водоём в котловане, бетонная подъездная дорога к месту ГЭС и выстроенный поселок гидростроителей Ругели с общей площадью жилья 50,5 тыс кв.м., средней школой на 660 мест и детским садом на 280 мест, автоматической телефонной станцией на 10 тысяч номеров, магазинами, ателье, сберкассой. В посёлок ходит автобус № 10 и маршрутка № 10A.

## Перспективы строительства
После восстановления независимости Латвии, которая осталась энергодефицитной страной, возникали проекты возобновления строительства ГЭС. 
Первая дискуссия была организована даугавпилчанами во главе с общественным деятелем Янисом Лачплесисом в 1995 году, в ней участвовал тогдашний глава министерства экономики Гунтарс Крастс. Эксперты предлагали переработать проект, понизив высоту плотины до 10 метров и сократив водохранилище. Поскольку основной объём работ был уже выполнен, вложения в строительство можно было существенно уменьшить. Однако Крастс заявил: "Сначала мы решим — хотим ли мы что-то иметь, а потом будем думать, что именно".
В 2005 году премьер Айгарс Калвитис создал рабочую группу по составлению детальной планировки вокруг Даугавпилсской ГЭС.  Однако включить большую гидроэнергетику как приоритет в программе развития страны на 2006-2008 годы не удалось: упор сделали на программу «малых ГЭС», себестоимость энергии на которых была столь велика, что строить их можно было только при дотациях государства.
В июне 2012 года по инициативе бывшего директора строительства ГЭС Яниса Ермацанса вопрос о завершении строительства поднял президент Андрис Берзиньш. Однако  министр по делам самоуправлений Эдмундс Спруджс выступил против: «У Латвии нет газа, нет нефти, но зато есть природа». 
Государственное акционерное общество «Латвэнерго» объявило, что не будет возвращаться к идее строительства ГЭС, так как затрагивается территория Белоруссии. Закрытие Игналинской АЭС в Литве вызывает нехватку электроэнергии в Латвии, это придает актуальности идее достройки ГЭС. Часто в городских газетах поднимается вопрос о необходимости построить плотину, но всякий раз вопрос остаётся не решённым. В случае строительства будет затоплена большая часть природного парка «Даугавас локи» («Излучины Даугавы»), и вода подойдёт к развалинам Динабургского замка.

## Руководство
Инженеры Янис Ермацанс и Дмитрий Колычев, оба гидростроители с 25-летним стажем.